# Ophélie Claude-Boxberger
Pour les articles homonymes, voir Claude et Boxberger.
Ophélie Claude-Boxberger, née le 18 octobre 1988 à Montbéliard (Doubs), est une athlète française. Spécialiste des épreuves de demi-fond, elle obtient quatre titres de championne de France espoirs sur 800 m et 1 500 m et deux sélections en équipe de France jeune, avant de devenir cinq fois championne de France Élite sur 1 500 m et 3 000 m en salle ainsi que sur 3 000 m steeple en 2015 puis en 2018. Elle possède à son actif neuf sélections internationales A avec l'équipe de France et une sélection en équipe d'Europe.
Elle est la fille de Jacky Boxberger, spécialiste des courses de fond.
Contrôlée positive à l'érythropoïétine lors d'un test effectué le 18 septembre 2019, elle est condamnée à deux ans de suspension pour dopage en 2021, sanction portée à quatre ans en 2022.

## Biographie
Ophélie Claude-Boxberger est la fille de Sylvie Claude et Jacky Boxberger,. Elle débute l'athlétisme en septembre 2001 après avoir pratiqué plusieurs sports : danse, équitation, tennis, escalade et gymnastique au niveau national. Parmi les meilleures minimes françaises sur 1 000 m en 3 min 3 s, elle se consacre plus à ses études — ce qui engendre une progression assez lente — ainsi qu'à la musique qu'elle débute à l'âge de 5 ans jusqu'à obtenir son diplôme au conservatoire de Montbéliard après plus de douze années de piano.
Après avoir obtenu un baccalauréat scientifique avec mention en 2006, elle devient professeur d'éducation physique et sportive après avoir réussi le certificat d'aptitude au professorat d'éducation physique et sportive (CAPEPS) et un master langage et intervention en 2010 à l'université de Besançon.
Elle vit depuis 2019 avec le Dr Jean-Michel Serra, ex-médecin de l'équipe de France d'athlétisme. Ils se sont mariés le 1er juillet 2023 en présence de leur fils, Hugo, né le 18 août 2022.

## Carrière sportive
En 2007, elle rencontre Laurent Fleury qui devient son entraîneur lors d'un stage de préparation. Sa progression est importante en 2008 et lui permet de décrocher sa première sélection en équipe de France pour un match international sur 800 m à Lingolsheim. Le passé de coureur de 400 m haies de son entraîneur, en équipe de France junior, lui donne l'envie de découvrir les haies. Pendant ses années dans la catégorie espoir, elle réussit avec succès à concourir sur 400 m haies en décrochant une médaille d'argent aux championnats de France nationaux à Dijon et une médaille d'argent aux championnats de France universitaires avec un record de 60 s 34 sur la distance.
Diplômée d'un brevet d'état d'athlétisme en 2011, elle entraîne un groupe spécialisé en demi-fond au sein de son club, le Montbéliard Belfort Athlétisme.
Après avoir consacré son début de carrière au 800 m avec une place de demi-finaliste aux championnats d'Europe espoirs d'athlétisme 2009 à Kaunas, elle prend un tournant en 2014 en décidant de passer sur des distances supérieures, ce qui lui permet d'obtenir son premier titre de championne de France d'athlétisme en salle, avec un record de 4 min 13 s 23 sur 1 500 m lors du meeting international de Karlsruhe, manquant de peu la qualification pour les championnats du monde en salle. En 2015, elle remporte le titre de championne de France du 3 000 m steeple et devient la quatrième Française la plus rapide de l'histoire sur la distance en courant en 9 min 35 s 56 lors du meeting de Ninove le 1er août. Bien qu'elle ait franchi la barre des 9 min 36 s imposée par la Fédération française d’athlétisme, elle ne participe pas aux mondiaux de Pékin, ce temps étant réalisé deux jours après la date butoir imposée par la fédération. La saison suivante, elle échoue dans sa tentative de réaliser les minimas, fixés à 9 min 34 s, pour les Jeux olympiques de Rio de Janeiro à seulement 9 dixièmes de la qualification lors du meeting de Turku en Finlande qu'elle remporte après avoir mené de bout en bout.
Elle remporte en janvier 2018 le 10 km sur route de la prom'classique à Nice avec un nouveau record en 33 min 28 s puis réalise la meilleure performance de l'année sur 1 500 m en salle.
La saison en plein air est tout aussi prometteuse avec un nouveau record en 9 min 34 s 43 sur 3 000 m steeple et une qualification pour les championnats d'Europe de Berlin lors de sa rentrée en Diamond League à Rome le 31 mai 2018 après avoir battu le record de France du 2 000 m steeple de 8 secondes lors du meeting de Pliezhausen en Allemagne en 6 min 16 s 60. Meilleure Française sur 1 500 m également, elle représente la France sur cette distance lors des Jeux méditerranéens à Tarragone en Espagne mais également pour la première édition de la coupe du monde d'athlétisme à Londres.
Le 12 août 2018, elle termine 9e de la finale des championnats d'Europe de Berlin dans le même temps que la 8e et bat son record personnel en 9 min 31 s 84. Ce résultat engendre une sélection en équipe d'Europe lors de la Coupe continentale le 9 septembre 2018, face aux autres continents où elle termine 6e.
Le 14 octobre 2018, elle remporte les 20 km de Paris après une course au coude à coude pendant 14 km avec les favorites. Elle est la seule à résister à l'attaque de l'Éthiopienne Negasa Chaltu et s'impose facilement sous les yeux de Michel Jazy, 36 ans après son père Jacky Boxberger. Elle confie au journal l'Équipe que c'est la première fois de sa carrière qu'elle franchit la ligne avec les larmes aux yeux dans une course chargée d'émotions. Cela faisait 17 ans qu'aucune Française n'avait remporté les 20 km de Paris, depuis Chantal Dällenbach en 2001.
Le 6 janvier 2019, elle continue sa progression sur route en réalisant une performance significative lors du 10 km de Nice en remportant la course en 32 min 35 s. En mars, elle termine à la 15e place du 3 000 mètres des championnats d'Europe en salle de Glasgow.
Troisième sur 3 000 mètres steeple des championnats de France à Saint-Étienne, elle est finalement sélectionnée pour les championnats du monde de Doha. Lors de ces derniers, elle échoue en séries, terminant 14e de sa course. Elle explique alors sa contre-performance par des séances d'entraînement en extérieur, dont une par une température de 49 °C ressentis.

### Suspension pour dopage
Le 19 novembre 2019, il est annoncé qu'Ophélie Claude-Boxberger a été contrôlée positive à l'érythropoïétine (EPO) lors d'un contrôle le 18 septembre. Selon plusieurs journaux, son domicile a été perquisitionné le 5 novembre. Mi-octobre, le pôle santé du parquet de Paris ouvre une enquête préliminaire pour « détention et utilisation de substances vénéneuses » et « aide à l'utilisation de ces substances ». Lors de l'enquête, le compagnon de sa mère, Alain Flaccus, qui l'assiste dans sa préparation, avoue en garde à vue lui avoir administré le produit dopant à son insu,. Il indique avoir inoculé de l'EPO à l'athlète pendant qu'elle était endormie lors d'un massage à Font-Romeu le 12 septembre, expliquant « avoir eu une pulsion » et avoir agi par jalousie envers le médecin de l'équipe de France d'athlétisme, Jean-Michel Serra. En effet il a été annoncé, durant les championnats du monde d'athlétisme de Doha, qu'Ophélie Claude-Boxberger et Jean-Michel Serra entretenaient une relation sentimentale. Le médecin de l'équipe de France a par ailleurs reçu un blâme en juin 2019 pour avoir envoyé un courriel en octobre 2018 à l'Agence française de lutte contre le dopage (AFLD) pour évoquer l'état de santé d'Ophélie Claude-Boxberger avec le médecin référent de l'AFLD. Un jugement de la cour des prud'hommes de Paris du 10 mars 2022 a condamné la FFA pour le licenciement du Dr Jean-Michel Serra.
À la suite des aveux de Flaccus, elle porte plainte contre lui pour empoisonnement, puis dénonce des faits d'agression sexuelle de sa part lorsqu'elle était mineure, menaçant de porter également plainte dans cette affaire. Toutefois, le 26 juin 2020, Alain Flaccus change sa version des faits et déclare n'avoir jamais injecté de l'EPO à Ophélie Claude-Boxberger, contrairement à ce qu'il avait indiqué jusqu'alors.
Le 7 avril 2021, l'athlète de 32 ans — auditionnée par la commission des sanctions de l’AFLD le 15 mars 2021 à Paris — est condamnée à deux ans de suspension ce qui la prive des Jeux olympiques de 2021.
Le 26 avril 2022, dans le cadre du recours formé par l'AFLD, le Conseil d'État alourdit la sanction et porte celle-ci à quatre ans de suspension.

## Palmarès

### International
| Date | Compétition                       | Lieu              | Résultat | Épreuve         | Temps          |
| ---- | --------------------------------- | ----------------- | -------- | --------------- | -------------- |
| 2015 | Championnats d'Europe par équipes | Tcheboksary       | 9e       | 1 500 m         | 4 min 19 s 7   |
| 2017 | Championnats d'Europe par équipes | Villeneuve-d'Ascq | 11e      | 3 000 m         | 9 min 34 s 10  |
| 2017 | Jeux de la Francophonie           | Abidjan           | 5e       | 3 000 m steeple | 10 min 24 s 67 |
| 2018 | Jeux méditerranéens               | Tarragone         | 8e       | 1 500 m         | 4 min 19 s 49  |
| 2018 | Coupe du monde                    | Londres           | 5e       | 1 500 m         | 4 min 18 s 21  |
| 2018 | Championnats d'Europe             | Berlin            | 9e       | 3 000 m steeple | 9 min 31 s 84  |
| 2018 | Coupe continentale                | Ostrava           | 6e       | 3 000 m steeple | 9 min 54 s 86  |
| 2018 | Championnats d'Europe de cross    | Tilbourg          | 56e      | Individuel      | —              |
| 2019 | Championnats d'Europe en salle    | Glasgow           | 15e      | 3 000 m         | 9 min 19 s 55  |
| 2019 | Championnats d'Europe par équipes | Bydgoszcz         | 6e       | 3 000 m steeple | 9 min 54 s 66  |

### National
| Date | Compétition                            | Lieu              | Résultat | Épreuve         | Temps          |
| ---- | -------------------------------------- | ----------------- | -------- | --------------- | -------------- |
| 2008 | Championnats de France espoir          | Vénissieux        | 2e       | 800 m           | 2 min 8 s 90   |
| 2008 | Championnats de France nationaux       | Dijon             | 2e       | 400 m haies     | 60 s 34        |
| 2009 | Championnats de France espoir en salle | Paris             | 1re      | 800 m           | 2 min 10 s 13  |
| 2010 | Championnats de France espoir en salle | Aubière           | 1re      | 800 m           | 2 min 8 s 30   |
| 2010 | Championnats de France espoir          | Niort             | 1re      | 1 500 m         | 4 min 22 s 07  |
| 2010 | Championnats de France espoir          | Niort             | 1re      | 800 m           | 2 min 5 s 75   |
| 2011 | Championnats de France nationaux       | Compiègne         | 2e       | 400 m haies     | 61 s 43        |
| 2012 | Championnats de France en salle        | Aubière           | 2e       | 800 m           | 2 min 8 s 76   |
| 2013 | Championnats de France en salle        | Aubière           | 3e       | 800 m           | 2 min 5 s 90   |
| 2013 | Championnats de France                 | Paris-Charléty    | 2e       | 800 m           | 2 min 6 s 64   |
| 2014 | Championnats de France en salle        | Bordeaux          | 1re      | 1 500 m         | 4 min 23 s 71  |
| 2015 | Championnats de France                 | Villeneuve-d'Ascq | 1re      | 3 000 m steeple | 9 min 59 s 86  |
| 2015 | Championnats de France                 | Villeneuve-d'Ascq | 2e       | 1 500 m         | 4 min 21 s 81  |
| 2017 | Championnats de France en salle        | Bordeaux          | 3e       | 3 000 m         | 9 min 33 s 34  |
| 2017 | Championnats de France                 | Marseille         | 3e       | 3 000 m steeple | 10 min 23 s 42 |
| 2018 | Championnats de France en salle        | Liévin            | 2e       | 1 500 m         | 4 min 18 s 13  |
| 2018 | Championnats de France                 | Albi              | 1re      | 3 000 m steeple | 9 min 48 s 21  |
| 2019 | Championnats de France en salle        | Miramas           | 1re      | 1 500 m         | 4 min 15 s 86  |
| 2019 | Championnats de France en salle        | Miramas           | 1re      | 3 000 m         | 9 min 10 s 78  |
| 2019 | Championnats de France                 | Saint-Étienne     | 3e       | 3 000 m steeple | 10 min 6 s 15  |

## Records
| Épreuve          | Temps          | Lieu              | Date             |
| ---------------- | -------------- | ----------------- | ---------------- |
| 400 m            | 55 s 80        | Besançon          | 13 juin 2010     |
| 400 m en salle   | 56 s 42        | Macolin           | 6 février 2010   |
| 400 m haies      | 60 s 34        | Dijon             | 13 juillet 2008  |
| 800 m            | 2 min 3 s 45   | Lausanne          | 10 août 2013     |
| 800 m en salle   | 2 min 5 s 90   | Aubière           | 17 février 2013  |
| 1 000 m          | 2 min 46 s 8   | Chatenois         | 6 juillet 2011   |
| 1 000 m en salle | 2 min 46 s 83  | Macolin           | 29 janvier 2017  |
| 1 500 mètres     | 4 min 11 s 36  | Montbéliard       | 1er juin 2018    |
| 1 500 m en salle | 4 min 13 s 23  | Karlsruhe         | 1er février 2014 |
| 2 000 m steeple  | 6 min 16 s 60  | Pliezhausen       | 6 mai 2018       |
| 3 000 m steeple  | 9 min 31 s 84  | Berlin            | 12 août 2018     |
| 3 000 mètres     | 9 min 34 s 10  | Villeneuve-d'Ascq | 24 juin 2017     |
| 3 000 m en salle | 8 min 59 s 57  | Eaubonne          | 12 février 2019  |
| 10 km sur route  | 32 min 35 s    | Nice              | 6 janvier 2019   |
| 20 km sur route  | 1 h 9 min 41 s | Paris             | 14 octobre 2018  |